# Davallia fructuosa
Davallia fructuosa là một loài dương xỉ trong họ Davalliaceae. Loài này được Christ in Warb. mô tả khoa học đầu tiên năm 1900.
Danh pháp khoa học của loài này chưa được làm sáng tỏ. 